# El Arroyo de Enmedio
El Arroyo de Enmedio är en ort i Mexiko.   Den ligger i kommunen Las Choapas och delstaten Veracruz, i den sydöstra delen av landet, 600 km öster om huvudstaden Mexico City. El Arroyo de Enmedio ligger 159 meter över havet och antalet invånare är 160.
Terrängen runt El Arroyo de Enmedio är kuperad åt sydost, men åt nordväst är den platt. Runt El Arroyo de Enmedio är det ganska glesbefolkat, med 29 invånare per kvadratkilometer. Närmaste större samhälle är Felipe Ángeles, 13,8 km söder om El Arroyo de Enmedio. I omgivningarna runt El Arroyo de Enmedio växer i huvudsak städsegrön lövskog.